# トリックスター (音楽家)
トリックスター（本名：ユルゲン・ピヒラー）は、英国在住のオーストリア人ミュージシャンで、その多彩な音楽スタイルで知られています。

## 音楽キャリア
シンガーのトリックスターは、2022年11月にシングル「サンク・ファック・イッツ・クリスマス（Thank Fuck It's Christmas）」でデビュー。ロイヤル・フィルハーモニー管弦楽団と共演し、その年の緊張とストレスを反映した、仕事には危険な暴言が飛び交う曲を披露。作詞はガイ・チェンバース（ロビー・ウィリアムスのソングライター兼プロデューサー）とコメディアンのスティーヴ・ファーストとトリックスター。「2022年に生まれた唯一のクリスマス・ソング」と評されたその歌詞は、英国政府の活動、生活費の危機、パンデミック、火星に移住しようとする超富裕層など、その年の問題要素を狙ったもの。
また、『プレイズ・ビー・イッツ・クリスマス（Praise Be It's Christmas）』と題されたクリーン・バージョンもリリースされ、その2つのビデオはYouTubeで数百万回再生されるなど大流行。これらのミュージックビデオの1つはフィル・グリフィン（エイミー・ワインハウス、ダイアナ・ロス、ポール・マッカートニーとの仕事で知られる）が監督し、スイス・アルプスで撮影されたもう1つはノルベルト・ブレチャ（『ドミニクのためのレクイエム』、『ヴォルフスリーベ』）が監督。
トリックスターは、この2曲で集まった寄付金を児童福祉や社会的飢餓に取り組む慈善団体に寄付。 「本当の変化は冗談ではない」というモットーの下、トリックスターと彼のチームはイギリスのいくつかのフードバンクに食品を配布しました。最も恵まれない地域のひとつであるベルファスト南西部フードバンクは、このキャンペーンを通じて大きな支援を受けました（しかし、当初はいたずらだと思っていたため、ほとんど見逃しそうになりました。この国のあまり支援されていない地域に予想外の量の寄付が寄せられたからです）。この歌手は、食べ物の栄養価など細部へのこだわりは、十分な栄養が確保できなかった幼少期の経験によるものだと説明しました。
これらのミュージック・ビデオでは、トリックスターの正体はアニメーションで隠されていたため、歌詞の共同執筆者であるスティーブ・ファーストなのか、ガイ・チェンバースが以前一緒に仕事をしたことのある人気者なのか、それとも過去の因縁を持つ色あせた有名人なのか、といった憶測が飛び交いました。
2023年5月、トリックスターはシングル「スティル・キッキング（Still Kicking）」をリリース。この曲は、彼が2017年に南フランスで遭遇した交通事故にインスパイアされたもので、90年代後半のオルタナティヴ・ロック、アメリカーナ、シネマティック・サウンドスケープを取り入れた音楽性が特徴。この曲はガイ・チェンバース、リチャード・フラック、トリックスターがプロデュース。ミュージック・ビデオでは、シンガーがアニメーションを隠すことなく登場し、曲のストーリーとともに、彼がイギリス在住のオーストリア人であることが報道されました。
2023年11月、トリックスターは、ヴォーカル・グループ、スウィングル・シンガーズをフィーチャーした2つのクリスマス・クラシックのマッシュアップ・ブレンド、「きよしこの夜」対「サンタが町にやってくる」をリリース。この際、メディアはこのシンガーの本名であるユルゲン・ピヒラー（Tricksterブランドのオーナー）についても言及。彼はすでに、さまざまなバンドやミュージシャンのプロデューサー（オーストリアのバンド、ハンガーなど）やソングライター（パトリック・リンドナーの「Olé Hola」など）として知られていました。また、オーストリアの「子犬マフィアを止めろ」などの慈善活動の取り組みも支援しました。
2024年4月23日（聖ジョージの日）、トリックスターはアビー・ロード・スタジオでロイヤルフィルハーモニー管弦楽団と共演してレコーディングしたイギリス国歌「国王陛下万歳」の彼バージョンを発表しました。彼は、イギリスへの愛を表現するためにこのバージョンを作りたかったと語っている。この曲は、外国人がチャールズ王のために録音した最初の曲である。制作段階で、ポルトガルからヘリコプターの副操縦士として帰国する際、技術的な問題によりスペイン北西部の農場に緊急着陸しなければならなかった。
2024年5月、トリックスターはカンヌで、彼の人生を基にした「トラベル・エージェント」（プロデューサー：ノルベルト・ブレチャ）という冒険スリラー映画のプロジェクトを発表した。予算は8500万ポンド。彼はエグゼクティブ・プロデューサーを務め、映画で主演も務める。また、ガイ・チェンバースと協力して映画のサウンドトラックを制作している。当初、この映画の主役はジェラール・ドパルデューに与えられ、それは性的暴行の告発を受けて逮捕されたことで決定された3年間の休止期間を経ての復帰を意味していた。しかし、このキャスティングによってすぐに論争が巻き起こったことを考慮して、プロデューサーたちは決定を再考し、この選択を撤回しました。

## ディスコグラフィー
- Thank Fuck It's Christmas (シングル, 2022)
- Still Kicking (シングル, 2023)
- "Silent Night" vs "Santa Claus Is Coming To Town" (シングル, 2023)
- Be Careful What You Wish For (シングル, 2024)
- God Save the King(シングル, 2024)